# اسمیلن ملایکوف
اسمیلن ملایکوف به (ایتالیایی Smilen Mljakov) بازیکن والیبال اهل بلغارستان است. او کار خود را در والیبال از بزرگترین تیم بلغارستان زسکا صوفیه آغاز نمود و تا سال ۲۰۰۴ در این تیم حضور داشت و با صوفیه قهرمان لیگ برتر بلغارستان شد. در سال ۲۰۰۴ او به یونان نقل مکان کرد و در باشگاه رتیمنوی توپ زد و بعد به فرانسه رفت و در تیم بآئوایس توپ زد و مورد توجه رادامس لاتاری قرار گرفت و به بهترین تیم والیبال اروپا ترنتینو ایتالیا پیوست و او موفق به کسب قهرمانی لیگ ایتالیا با این تیم سرشناس شد.
او در سال ۲۰۰۹ به چستوخووا لهستان رفت و از محبوبترین‌های باشگاه لهستانی شد و بعد به لیگ برتر والیبال ایران آمد و با ابومسلم و کاله قرارداد بست و بازی‌های قابل توجهی را به نمایش گذاشت. ملایکوف از سال ۲۰۰۳ تا ۲۰۱۰ عضو تیم ملی والیبال بلغارستان بود.